# Cirkus: The Young Persons' Guide to King Crimson Live
Pour les articles homonymes, voir Cirkus.
Albums de King Crimson
Absent Lovers: Live in Montreal
(1998) Live in Mexico City
(1998)
Cirkus: The Young Persons' Guide to King Crimson Live est une compilation de prestations live de King Crimson qui est sortie en 1999 chez Virgin Records.

## Titres

### Vol. 1: Neon Heat Disease 1984-1998
- Pistes 1, 3, 4, 5, 7, 9 et 10 enregistrées au Metropolitan Theatre de Mexico les 2 et 4 août 1996
- Pistes 2, 13 et 14 enregistrées au Spectrum de Montréal le 11 juillet 1984
- Pistes 8 et 15 enregistrées au Nakano Sun Plaza de Tokyo les 5 et 6 octobre 1995
- Piste 6 enregistrée au Jazz Cafe de Londres le 1er juillet 1998

1. Dinosaur (Belew, Fripp, Levin, Bruford, Gunn, Mastelotto) – 5:05
2. Thela Hun Ginjeet (Belew, Fripp, Levin, Bruford) – 5:17
3. Red (Fripp) – 6:10
4. B'Boom (Belew, Fripp, Levin, Bruford, Gunn, Mastelotto) – 4:54
5. THRAK (Belew, Fripp, Levin, Bruford, Gunn, Mastelotto) – 1:04
6. 1 ii 2 (Fripp, Gunn, Levin, Bruford) – 2:43
7. Neurotica (Belew, Fripp, Levin, Bruford) – 3:43
8. Indiscipline (Belew, Fripp, Levin, Bruford) – 6:40
9. VROOOM VROOOM (Belew, Fripp, Levin, Bruford, Gunn, Mastelotto) – 4:42
10. Coda: Marine 475 (Belew, Fripp, Levin, Bruford, Gunn, Mastelotto) – 2:38
11. Deception of the Thrush (Belew, Fripp, Gunn) – 6:05
12. Heavy ConstruKction (Belew, Fripp, Gunn) – 3:52
13. Three of a Perfect Pair (Belew, Fripp, Levin, Bruford) – 4:23
14. Sleepless (Belew, Fripp, Levin, Bruford) – 6:10
15. Elephant Talk (Belew, Fripp, Levin, Bruford) – 4:36

Formation :
- Robert Fripp : guitare
- Adrian Belew : guitare et chant (sauf en 6), V-Drums (11 et 12)
- Trey Gunn : warr guitar (sauf en 2, 13 et 15)
- Tony Levin : basse et Chapman Stick (sauf en 11 et 12)
- Bill Bruford : batterie (sauf en 11 et 12)
- Pat Mastelotto : batterie (sauf en 2, 6, 11, 12, 13 et 15)

### Vol. 2: Fractured 1969-1996
- Piste 1 enregistrée au Baseball Park de Jacksonville en Floride le 26 février 1972
- Piste 2 enregistrée au Kem Coliseum d'Orlando en Floride le 27 février 1972
- Pistes 3 et 4 enregistrées au Fillmore West de San Francisco le 15 décembre 1969
- Piste 5 enregistrée au Massey Hall de Toronto le 24 juin 1974
- Pistes 6 et 8 enregistrées au Concertgebouw d'Amsterdam le 23 novembre 1973
- Piste 7 enregistrée au Palais Des Sports de Besançon le 25 mars 1974
- Piste 9 enregistrée au Metropolitan Theatre de Mexico les 2 et 4 août 1996
- Piste 10 enregistrée au Stanley Warner Theatre de Pittsburgh le 29 avril 1974

1. 21st Century Schizoid Man (Fripp, Lake, McDonald, Giles, Sinfield) – 9:26
2. Ladies of the Road (Fripp, Sinfield) – 6:00
3. A Man, a City (Fripp, Lake, McDonald, Giles, Sinfield) – 10:00
4. The Court of the Crimson King (McDonald, Sinfield) – 6:50
5. Fracture (Fripp) – 11:04
6. Easy Money (Fripp, Wetton, Palmer-James) – 6:12
7. Improv: Besancon (Cross, Fripp, Wetton, Bruford) – 1:37
8. The Talking Drum (Cross, Fripp, Wetton, Bruford, Muir) – 6:25
9. Larks' Tongues in Aspic (Part II) (Fripp) – 6:29
10. Starless (Cross, Fripp, Wetton, Bruford, Palmer-James) – 12:07

Formation :
- Robert Fripp : guitare, mellotron
- Mel Collins : saxophone, flûte (1 et 2)
- Boz Burrell : basse, chant (1 et 2)
- Ian Wallace : batterie (1 et 2)
- Ian McDonald: saxophone, flûte, mellotron, chant (3 et 4)
- Greg Lake : basse, chant (3 et 4)
- Michael Giles : batterie, percussions, chant (3 et 4)
- Peter Sinfield : paroles, lumières (3 et 4)
- David Cross : violon, mellotron (5 à 8, 10)
- John Wetton : basse, chant (5 à 8, 10)
- Bill Bruford : batterie, percussions (5 à 10)
- Adrian Belew : guitare, chant (9)
- Trey Gunn : warr guitar (9)
- Tony Levin : basse et Chapman Stick (9)
- Pat Mastelotto : batterie, percussions (9)